# Northfields (métro de Londres)
Northfields est une station de la Piccadilly line, branche Heathrow Terminals 2 & 3, du métro de Londres, en zone 3. Elle est située quartier Northfields (en), sur Northfield Avenue (B425) près du Lammas Park, dans le Borough londonien d'Ealing.

## À proximité
Au sud de la station se trouvent deux rues appelées Blondin Avenue et Niagara Avenue, ainsi nommées d'après le funambule et acrobate français Charles Blondin, qui habitait à Ealing, et d'après les Chutes du Niagara en Amérique du Nord, où Blondin a fait son tour de force le 30 juin 1859. La station dessert aussi le Blondin Park, le Lammas Park et l'église Saint-Pierre-et-Saint-Paul d'Ealing.